# 昂布兰
昂布兰（法語：Embrun，法語發音：[ɑ̃bʁœ̃] ⓘ），法国东南部城市，普罗旺斯-阿尔卑斯-蓝色海岸大区上阿尔卑斯省的一个市镇，隶属于加普区，其市镇面积为36.39平方公里，2022年1月1日时人口数量为6,387人，在法国城市中排名第1,705位。
昂布兰位于上阿尔卑斯省中东部，迪朗斯河畔，在该省建立之初曾为省政府驻地，现为一个区域性的中心城市。

## 地名来源
昂布兰最初在斯特拉波绘制的一份地图上以“Eburodunum”的形式被记载，该名称可能转写自凯尔特语“ebruo”和“dun”，意为“红豆杉”和“城堡”。
昂布兰所处区域历史上曾通行奥克语维瓦赖-阿尔卑斯方言，“Embrun”在奥克语维基百科条目及Openstreetmap中被标记为“Ambrun”。

## 历史

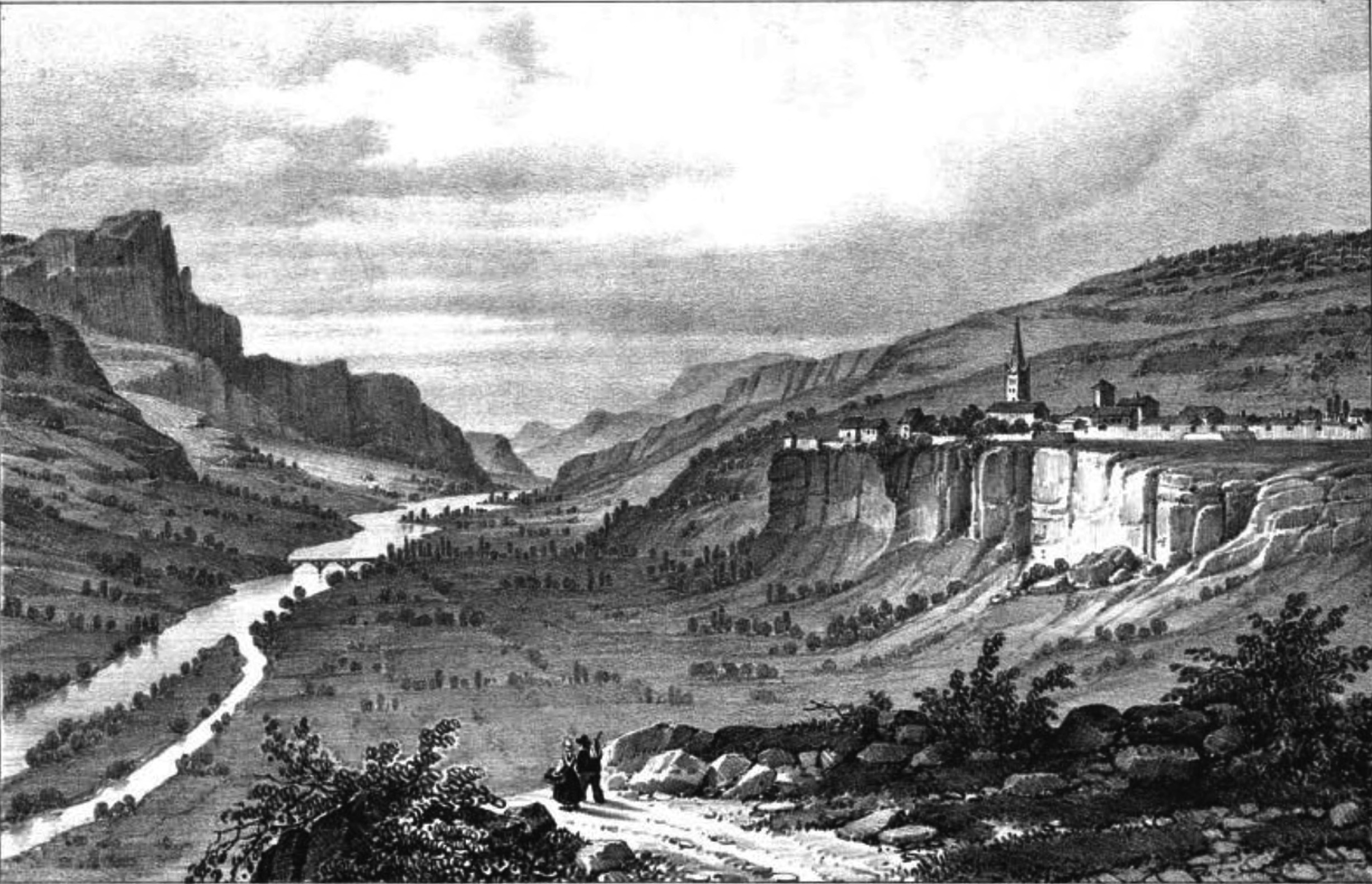
19世纪初的昂布兰（绘画）

昂布兰的早期历史尚不清楚。根据当地国家公园网站的论述，昂布兰在公元四世纪时就已成为一个基督教主教座。中世纪时，得益于宗教威望，昂布兰长期成为一处朝圣地。中世纪中后期，昂布兰先后被普罗旺斯伯爵和多菲内伯爵继承，并于1349年随同多菲内并入法兰西王国，此后曾有数名法兰西国王到访昂布兰。16世纪末，塞巴斯蒂安·勒普雷斯特·德·沃邦在昂布兰修建星状城塞，作为沃邦防御工事的一部分。大同盟战争期间，维托里奥·阿梅迪奥二世曾率兵入侵多菲内，昂布兰城塞因此遭到严重破坏。法国大革命后，昂布兰成为上阿尔卑斯省的一个市镇，并在其成立之初为该省的省会。1883年，途经昂布兰的韦讷—布里扬松铁路建成通车，与此同时，昂布兰城墙因城市扩张而被拆除。第二次世界大战期间，意大利军队曾于1942年11月11日攻占昂布兰，直至次年9月才撤退。二战后，得益于塞尔蓬松湖的兴建及旅游业的发展，昂布兰的人口数量有所增加。自1984年起，昂布兰每年举办Embrunman三项全能比赛。

## 地理

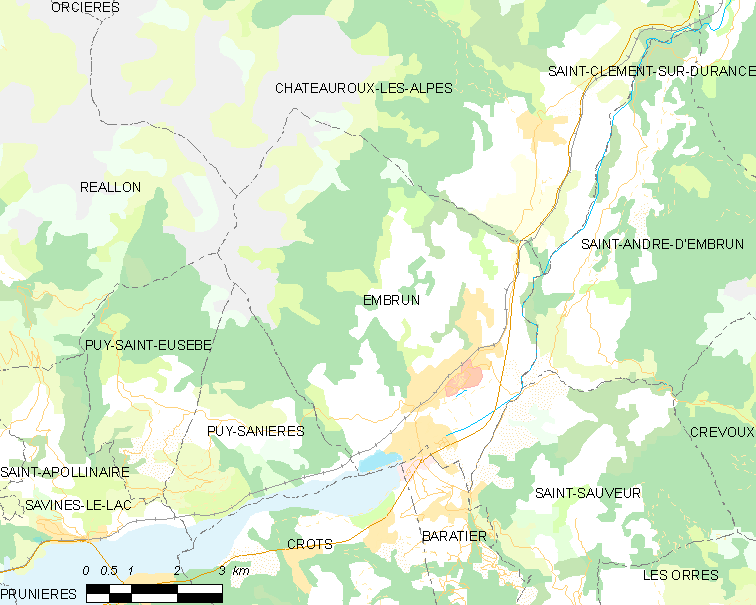
昂布兰市镇范围地图

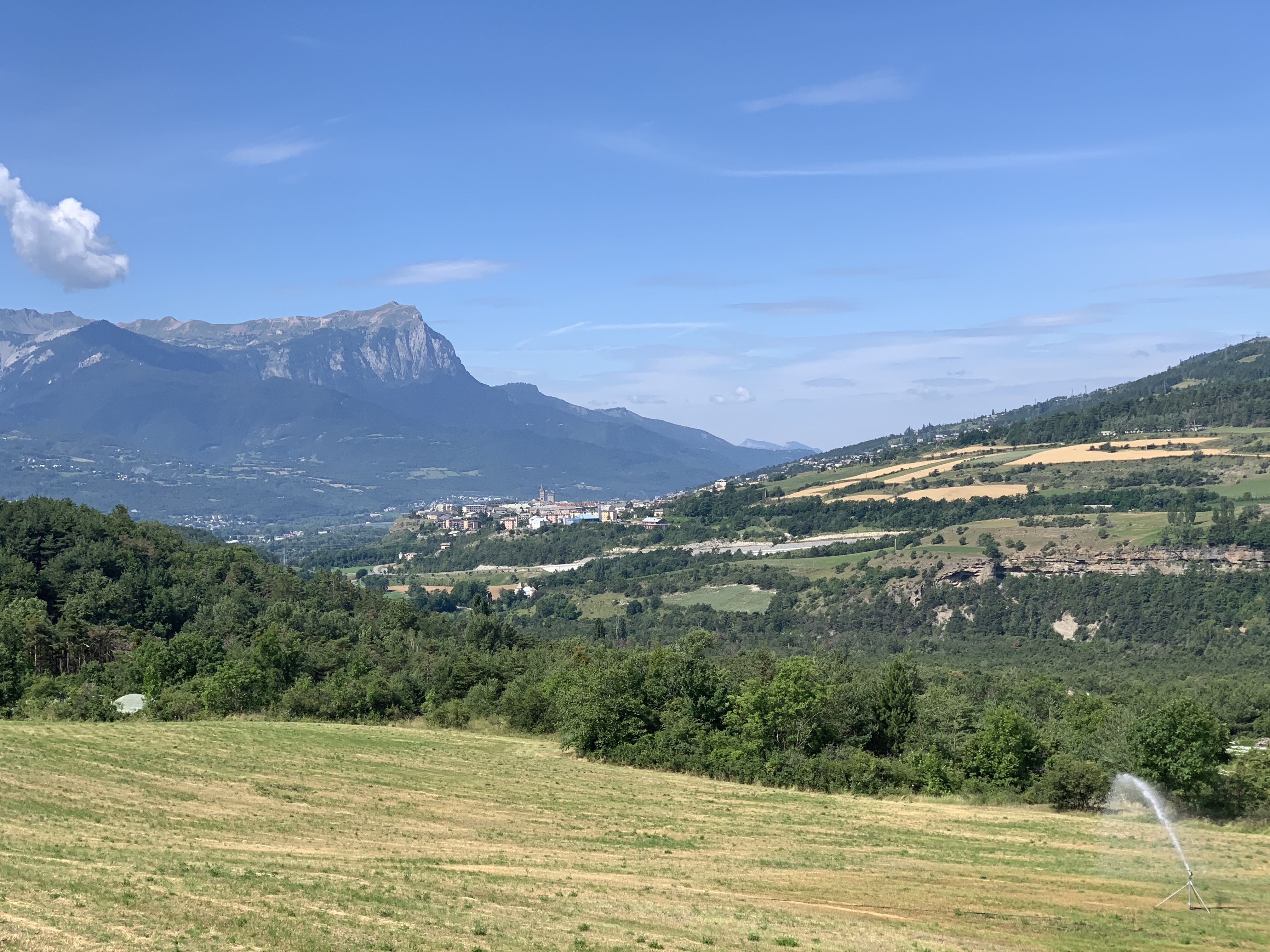
昂布兰附近的自然景观

昂布兰位于法国东南部，普罗旺斯-阿尔卑斯-蓝色海岸大区东北部和上阿尔卑斯省中东部，距离省会加普大约39公里。与昂布兰接壤的市镇包括：沙托鲁莱萨尔普、巴拉捷、雷阿隆、克罗、皮圣厄塞布、皮萨尼耶尔、圣安德烈当布兰和圣索沃尔。

### 地形
昂布兰位于阿尔卑斯山腹地，埃克兰山与帕尔帕永山之间的河谷地带，境内以山地为主，市镇中心位于一处台地地带，被称为“Dessus le Roc”，市区南侧则为迪朗斯河冲积平原，被称为“Dessous le Roc”，市区北侧则为绵延的山地，全境海拔在778到2,800米之间。

### 水文
迪朗斯河自东北向西南流经昂布兰市区南部，“Charance”和“Sainte Marthe”两条山涧从埃克兰山流出，经昂布兰市区附近后注入迪朗斯河。

### 植被
昂布兰属于温带阔叶混交林与针叶林过渡区，林地广泛分布于河流附近及山地地带，镇中心的总主教花园（Jardin de l'Archevéché）是当地的一处城市绿地。
在鲜花城市的评比中，昂布兰被评为3星级鲜花城市。

### 气候
昂布兰在柯本气候分类法中属于山地气候。
昂布兰境内设有气象站，以下为该气象站的数据：
| 昂布兰 1981年－2022年 | 昂布兰 1981年－2022年 | 昂布兰 1981年－2022年 | 昂布兰 1981年－2022年 | 昂布兰 1981年－2022年 | 昂布兰 1981年－2022年 | 昂布兰 1981年－2022年 | 昂布兰 1981年－2022年 | 昂布兰 1981年－2022年 | 昂布兰 1981年－2022年 | 昂布兰 1981年－2022年 | 昂布兰 1981年－2022年 | 昂布兰 1981年－2022年 | 昂布兰 1981年－2022年 |
| 月份                  | 1月                   | 2月                   | 3月                   | 4月                   | 5月                   | 6月                   | 7月                   | 8月                   | 9月                   | 10月                  | 11月                  | 12月                  | 全年                  |
| --------------------- | --------------------- | --------------------- | --------------------- | --------------------- | --------------------- | --------------------- | --------------------- | --------------------- | --------------------- | --------------------- | --------------------- | --------------------- | --------------------- |
| 历史最高温 °C（°F）   | 19 (66)               | 21.5 (70.7)           | 24.3 (75.7)           | 28.4 (83.1)           | 32.3 (90.1)           | 38.4 (101.1)          | 36.7 (98.1)           | 36.1 (97.0)           | 33.5 (92.3)           | 27.5 (81.5)           | 22.5 (72.5)           | 17.7 (63.9)           | 38.4 (101.1)          |
| 平均高温 °C（°F）     | 6.8 (44.2)            | 8.4 (47.1)            | 12.4 (54.3)           | 15.2 (59.4)           | 19.7 (67.5)           | 23.8 (74.8)           | 27.3 (81.1)           | 27 (81)               | 22.3 (72.1)           | 17.1 (62.8)           | 10.8 (51.4)           | 7.1 (44.8)            | 16.5 (61.7)           |
| 日均气温 °C（°F）     | 2 (36)                | 3 (37)                | 6.5 (43.7)            | 9.3 (48.7)            | 13.6 (56.5)           | 17.2 (63.0)           | 20.2 (68.4)           | 19.9 (67.8)           | 15.9 (60.6)           | 11.6 (52.9)           | 5.9 (42.6)            | 2.7 (36.9)            | 10.7 (51.3)           |
| 平均低温 °C（°F）     | −2.8 (27.0)           | −2.5 (27.5)           | 0.6 (33.1)            | 3.4 (38.1)            | 7.5 (45.5)            | 10.6 (51.1)           | 13.1 (55.6)           | 12.9 (55.2)           | 9.6 (49.3)            | 6.2 (43.2)            | 1.1 (34.0)            | −1.7 (28.9)           | 4.8 (40.6)            |
| 历史最低温 °C（°F）   | −19.1 (−2.4)          | −18.8 (−1.8)          | −13.9 (7.0)           | −6.3 (20.7)           | −3.2 (26.2)           | −0.8 (30.6)           | 3.4 (38.1)            | 3.4 (38.1)            | −0.4 (31.3)           | −5.3 (22.5)           | −11.2 (11.8)          | −15.6 (3.9)           | −19.1 (−2.4)          |
| 平均降水量 mm（）     | 51.9 (2.04)           | 45.1 (1.78)           | 50.1 (1.97)           | 61.2 (2.41)           | 68 (2.7)              | 61 (2.4)              | 46.8 (1.84)           | 51.9 (2.04)           | 69 (2.7)              | 85.8 (3.38)           | 69 (2.7)              | 66.7 (2.63)           | 726.5 (28.60)         |
| 月均日照時數          | 160.1                 | 178.8                 | 225.8                 | 208                   | 222.4                 | 263.9                 | 292.1                 | 268.7                 | 227.1                 | 181.1                 | 144.5                 | 138.6                 | 2,511.1               |
| 来源：infoclimat.fr   |                       |                       |                       |                       |                       |                       |                       |                       |                       |                       |                       |                       |                       |

## 行政区划
昂布兰的市镇编号为05046，邮政编号为05200。
在行政管理方面，昂布兰隶属于法国普罗旺斯-阿尔卑斯-蓝色海岸大区上阿尔卑斯省加普区；在地方选举方面，昂布兰是昂布兰县的中央投票站所在地，其市镇范围全境被划入上阿尔卑斯省第二选区；在社会管理方面，昂布兰是塞尔蓬松市镇公共社区的办公驻地。
截至2024年9月，昂布兰市镇范围内暂无任何城市敏感街区及城市政策优先街区。
法国国家统计与经济研究所（简称“INSEE”）在进行数据统计时，将昂布兰及相邻的另外两个市镇设为昂布兰城市核心区及昂布兰城市区。自2020年起，昂布兰城市区被包含12个市镇的昂布兰城市辐射区代替。此外，INSEE还将昂布兰市镇分为了三个“块区”（IRIS），以便于统计人口分布情况。

## 交通

### 公路
法国国道N94线和上阿尔卑斯省省道D9线、D994H线在昂布兰境内交汇。普罗旺斯-阿尔卑斯-蓝色海岸大区城际客运（商业名称为“Zou !”）下属的上阿尔卑斯省的城际客运69线经停昂布兰。
| 马赛方向 | 49 |

| 加普 | 40 |

| 布里扬松 | 48 |

| 绍尔日 | 23 |

2021年，49.6%的昂布兰家庭拥有至少一辆私人汽车。2022年，昂布兰境内共发生各类交通事故5起，造成10人受伤。

### 铁路

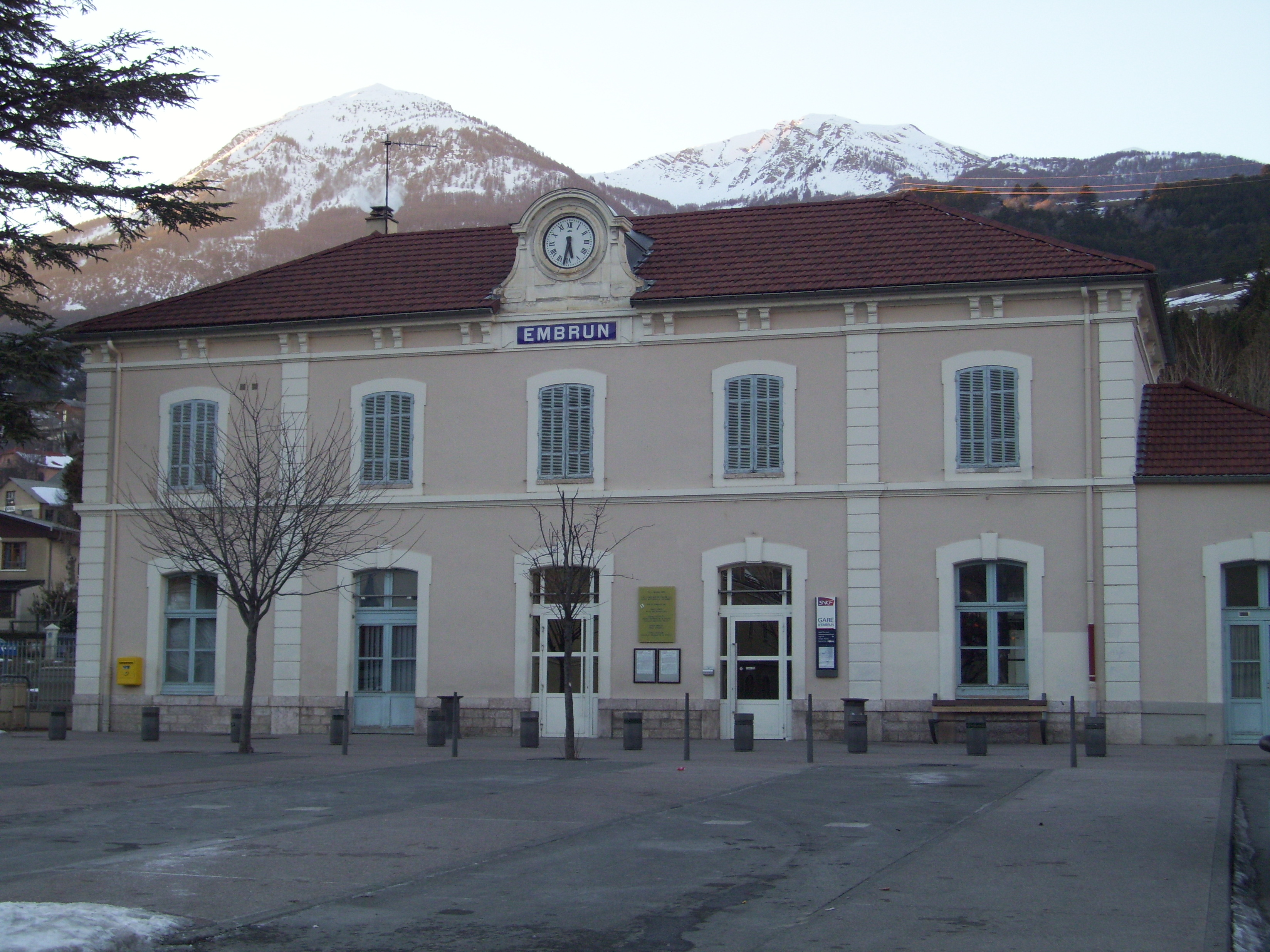
昂布兰火车站

昂布兰位于韦讷—布里扬松铁路上。昂布兰站位于市区中部，停靠往返于布里扬松和瓦朗斯及马赛一线的区域列车，以及往返于巴黎和布里扬松之间的夜班城际列车。

### 航空
昂布兰距离杜林機場的公路里程大约168公里。

### 城市公共交通
截至2024年9月，昂布兰暂无城市公共交通系统。

## 政治

### 市政内阁

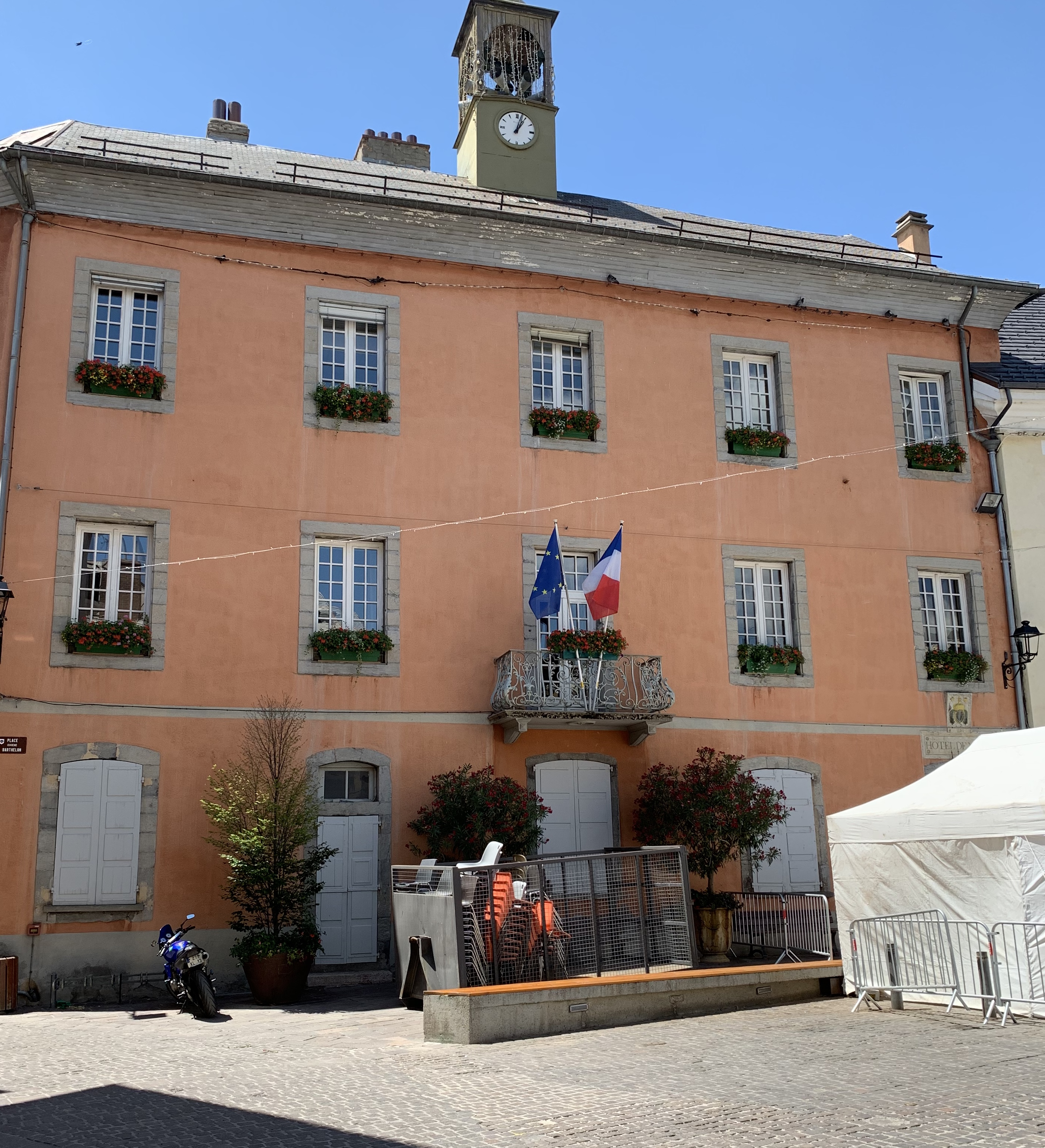
昂布兰市政厅

昂布兰的现任市长为尚塔尔·埃梅乌女士（Chantal EYMEOUD），她是地平线的一名成员，在2020年的市政选举中获得了57.76%的支持率。
| 昂布兰历届市长         | 昂布兰历届市长                   | 昂布兰历届市长                                                              |
| 任期                   | 市长                             | 党派                                                                        |
| ---------------------- | -------------------------------- | --------------------------------------------------------------------------- |
| （1947年以前资料暂缺） |                                  |                                                                             |
| 1947年－1951年         | Louis CÉARD 路易·塞亚尔          | 不详                                                                        |
| 1951年－1991年         | Alexandre DIDIER 亚历山大·迪迪埃 | DVD右翼无党派人士                                                           |
| 1991年－2001年         | Robert MOTTE 罗贝尔·莫特         | DVD右翼无党派人士                                                           |
| 2001年－               | Chantal EYMEOUD 尚塔尔·埃梅乌    | UDF法国民主联盟 →UDI民主人士和独立人士联盟 →Centriste中间派 →Horizons地平线 |

### 各级选举
| 昂布兰历届投票选举结果 | 昂布兰历届投票选举结果         | 昂布兰历届投票选举结果 | 昂布兰历届投票选举结果 | 昂布兰历届投票选举结果  | 昂布兰历届投票选举结果 | 昂布兰历届投票选举结果 | 昂布兰历届投票选举结果  | 昂布兰历届投票选举结果 | 昂布兰历届投票选举结果 |
| 选举项目               | 选举范围                       | 选区单位               | 选区单位内的选举结果   | 选区单位内的选举结果    | 选区单位内的选举结果   | 选区单位内的选举结果   | 选区单位内的选举结果    | 选区单位内的选举结果   | 参考资料               |
| 选举项目               | 选举范围                       | 选区单位               | 第一轮胜出者           | 第一轮胜出者            | 支持率                 | 第二轮胜出者           | 第二轮胜出者            | 支持率                 | 参考资料               |
| ---------------------- | ------------------------------ | ---------------------- | ---------------------- | ----------------------- | ---------------------- | ---------------------- | ----------------------- | ---------------------- | ---------------------- |
| 2017年法國總統選舉     | 法國                           | 市镇                   |                        | 让-吕克·梅朗雄          | 24.5%                  |                        | 埃马纽埃尔·马克龙       | 72.04%                 | [ 26 ]                 |
| 2017年法国立法选举     | 上阿尔卑斯省第二选区           | 市镇                   |                        | 若埃尔·吉罗             | 38.46%                 |                        | 若埃尔·吉罗             | 75.1%                  | [ 26 ]                 |
| 2019年欧洲议会选举     | 法國                           | 市镇                   |                        | 纳塔莉·卢瓦索           | 24.02%                 | （不适用）             | （不适用）              | （不适用）             | [ 28 ]                 |
| 2021年法国省级选举     | 上阿尔卑斯省                   | 县                     |                        | 卡萝尔·绍韦 马克·维奥萨 | 59.14%                 |                        | 卡萝尔·绍韦 马克·维奥萨 | 100%                   | [ 29 ] [ 30 ]          |
| 2021年法国省级选举     | 上阿尔卑斯省                   | 市镇                   |                        | 卡萝尔·绍韦 马克·维奥萨 | 56.38%                 |                        | 卡萝尔·绍韦 马克·维奥萨 | 100%                   | [ 29 ] [ 30 ]          |
| 2021年法国大区选举     | 普罗旺斯-阿尔卑斯-蔚蓝海岸大区 | 市镇                   |                        | 雷诺·米瑟利耶           | 46.24%                 |                        | 雷诺·米瑟利耶           | 74.81%                 | [ 31 ]                 |
| 2022年法国总统选举     | 法國                           | 市镇                   |                        | 让-吕克·梅朗雄          | 26.68%                 |                        | 埃马纽埃尔·马克龙       | 61.45%                 | [ 26 ]                 |
| 2022年法国立法选举     | 上阿尔卑斯省第二选区           | 市镇                   |                        | 若埃尔·吉罗             | 36.87%                 |                        | 若埃尔·吉罗             | 55.31%                 | [ 26 ]                 |
| 2024年欧洲议会选举     | 法國                           | 市镇                   |                        | 若尔丹·巴尔代拉         | 25.09%                 | （不适用）             | （不适用）              | （不适用）             | [ 26 ]                 |
| 2024年法国立法选举     | 上阿尔卑斯省第二选区           | 市镇                   |                        | 瓦莱丽·罗西             | 37.13%                 |                        | 瓦莱丽·罗西             | 62.5%                  | [ 26 ]                 |

## 人口
2021年，昂布兰市镇人口数量为6,404，在法国排名第1,705位。其中男性2,993人，女性3,411人，75岁及以上人口占14.1%，外籍人口数量为268人，人口密度为176人/平方公里，当地居民被称为（男性）或（女性）。2022年，昂布兰境内出生48人，死亡人口87人。
| 昂布兰1901年－2021年人口变化情况 |
|                                  |
| 数据来源：Cassini、INSEE         |

## 经济

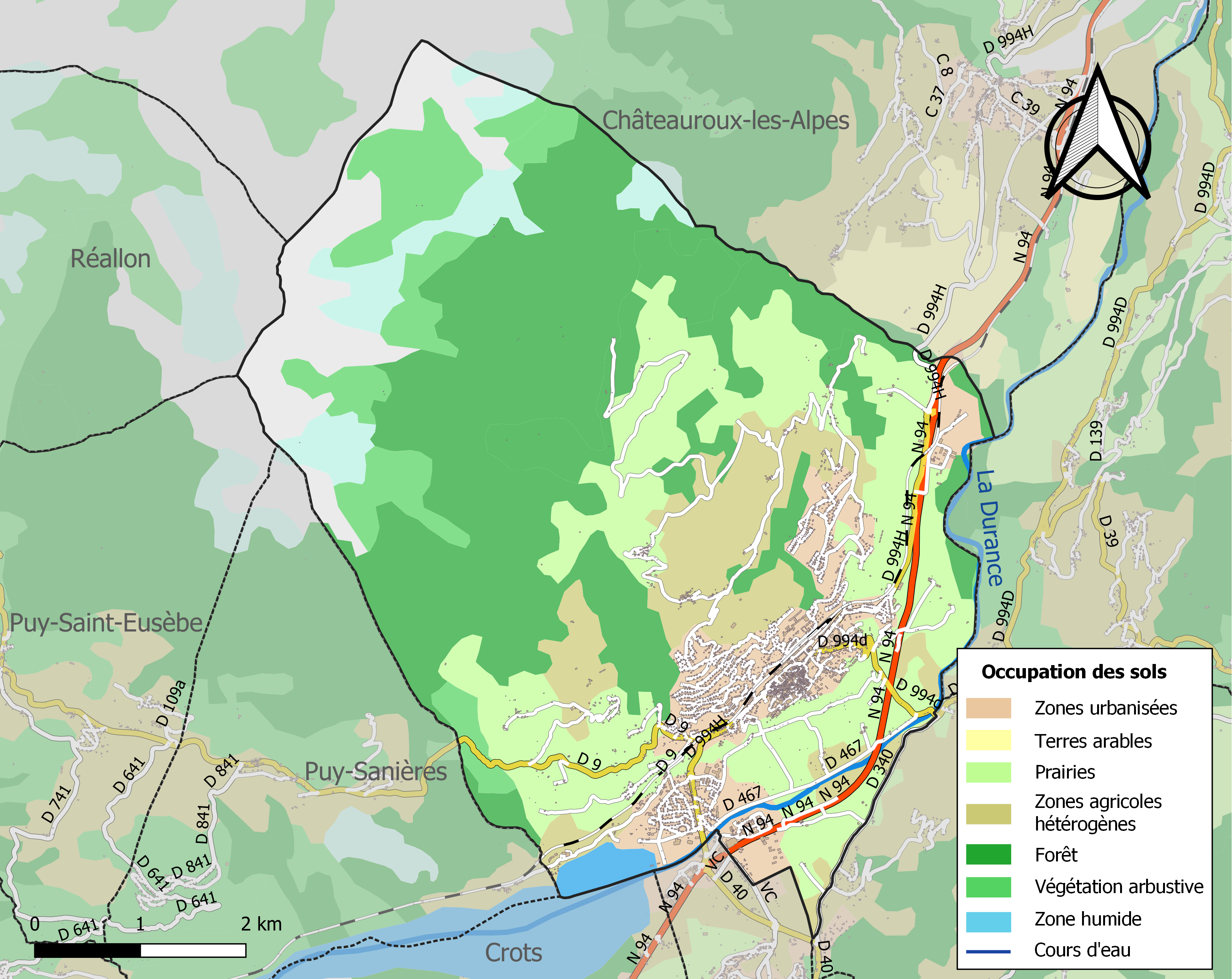
昂布兰土地利用情况地图

昂布兰是一个区域性的中心城市。截至2024年9月，昂布兰市镇范围内共有各类用人单位（包含自雇）1,625家，平均历史为17年，其中99.88%为中小型企业（PME），2024年7月至9月间，当地的经济活力指数为0。 （大型零售）、（工业设备）及（信息技术）是当地2022年已公布营业额最高的三个企业，分别为42,594,096欧元、2,599,608欧元和1,869,713欧元。

## 财政与居民收入
2022年，昂布兰的财政收入总额为9,983,660欧元，财政支出总额为8,591,610欧元，当年的债务总额为7,731,520欧元。2022年，昂布兰市镇通过增值税获得338,470欧元的收入，此外当地还共获得了1,332,630欧元的国家直接财政补助。
| 昂布兰居民收入情况                               | 昂布兰居民收入情况 | 昂布兰居民收入情况    | 昂布兰居民收入情况 |
| 内容                                             | 昂布兰             | 法国                  | 统计年份           |
| ------------------------------------------------ | ------------------ | --------------------- | ------------------ |
| 征税家庭总数                                     | 3,336              | 1,081（法国市镇平均） | 2022年             |
| 居民平均月收入                                   | 2,045欧元          | 2,435欧元             | 2022年             |
| 高级职员人均月收入                               | 3,355欧元          | 4,331欧元             | 2021年             |
| 中级职员人均月收入                               | 2,233欧元          | 2,470欧元             | 2021年             |
| 普通职员人均月收入                               | 1,711欧元          | 1,801欧元             | 2021年             |
| 贫困率                                           | 15%                | 14.5%                 | 2020年             |
| 青壮年（15至64岁）失业率                         | 11.0%              | 7.4%                  | 2020年             |
| 征税家庭数量占比                                 | 42.0%              | 45.5%                 | 2020年             |
| 家庭年均纳税                                     | 2,918欧元          | 4,393欧元             | 2022年             |
| 资料来源：INSEE、L'Internaute、Le Journal du Net |                    |                       |                    |

## 社会事务

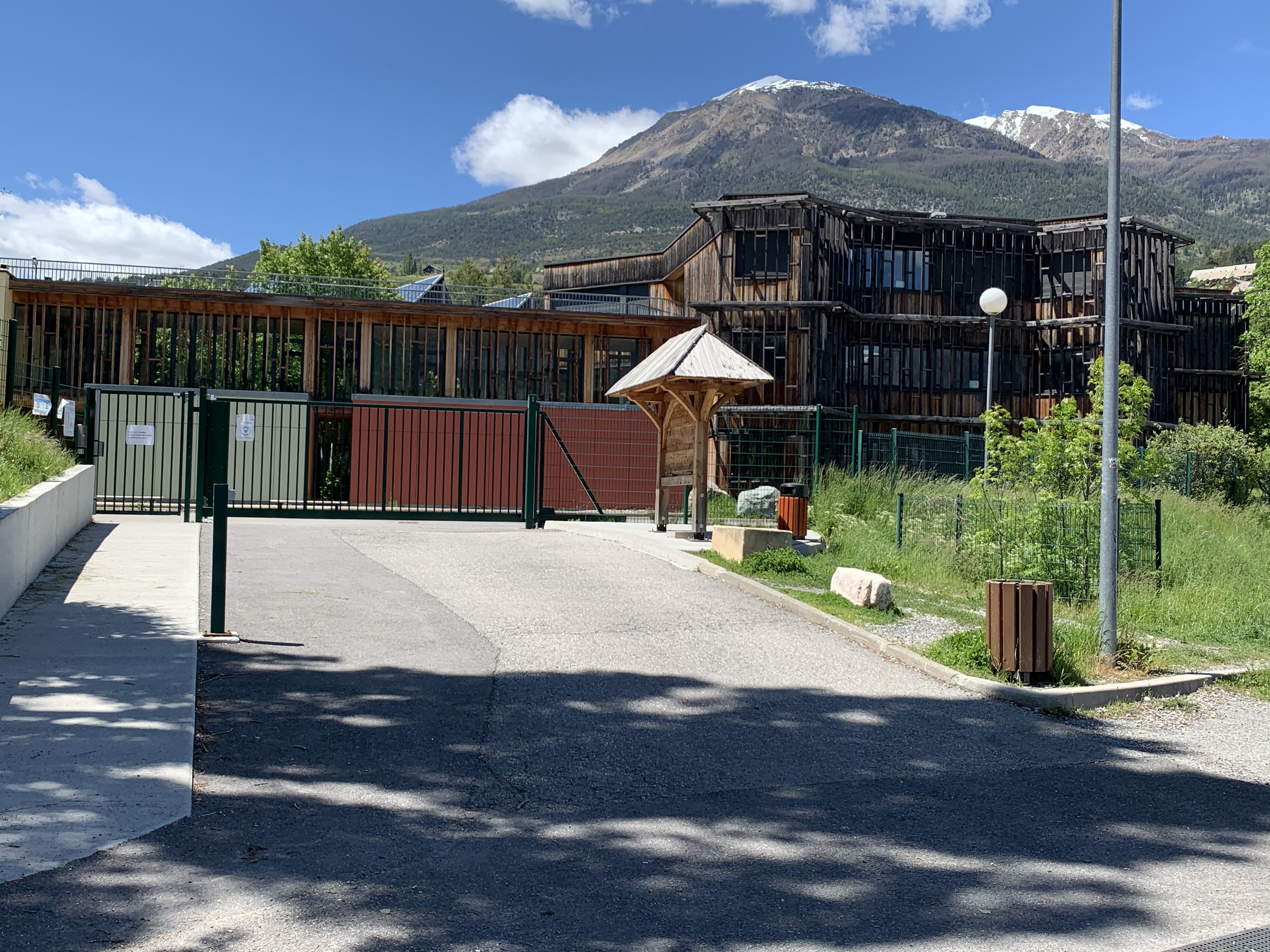
昂布兰的一所高级中学

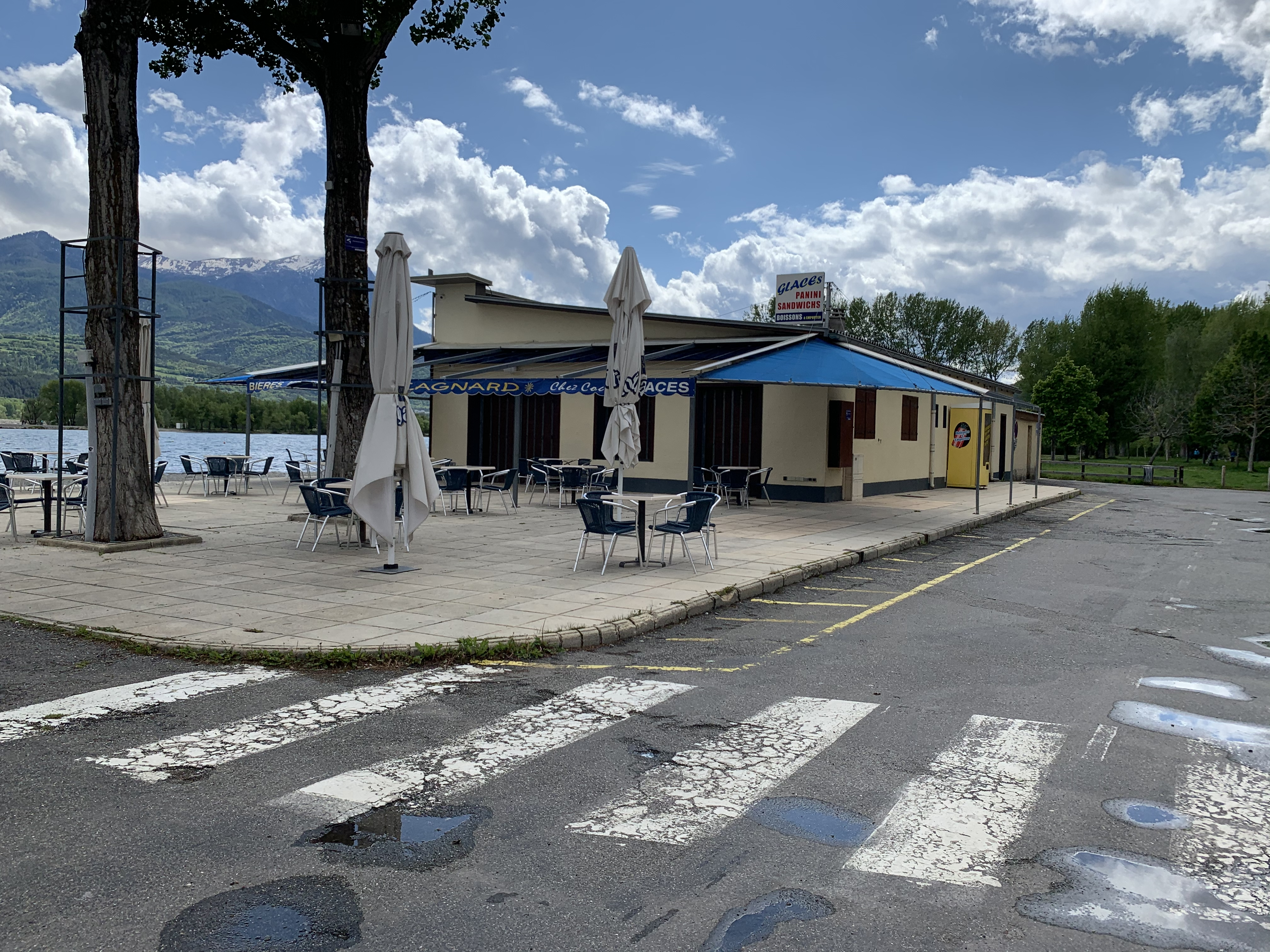
湖滨餐厅

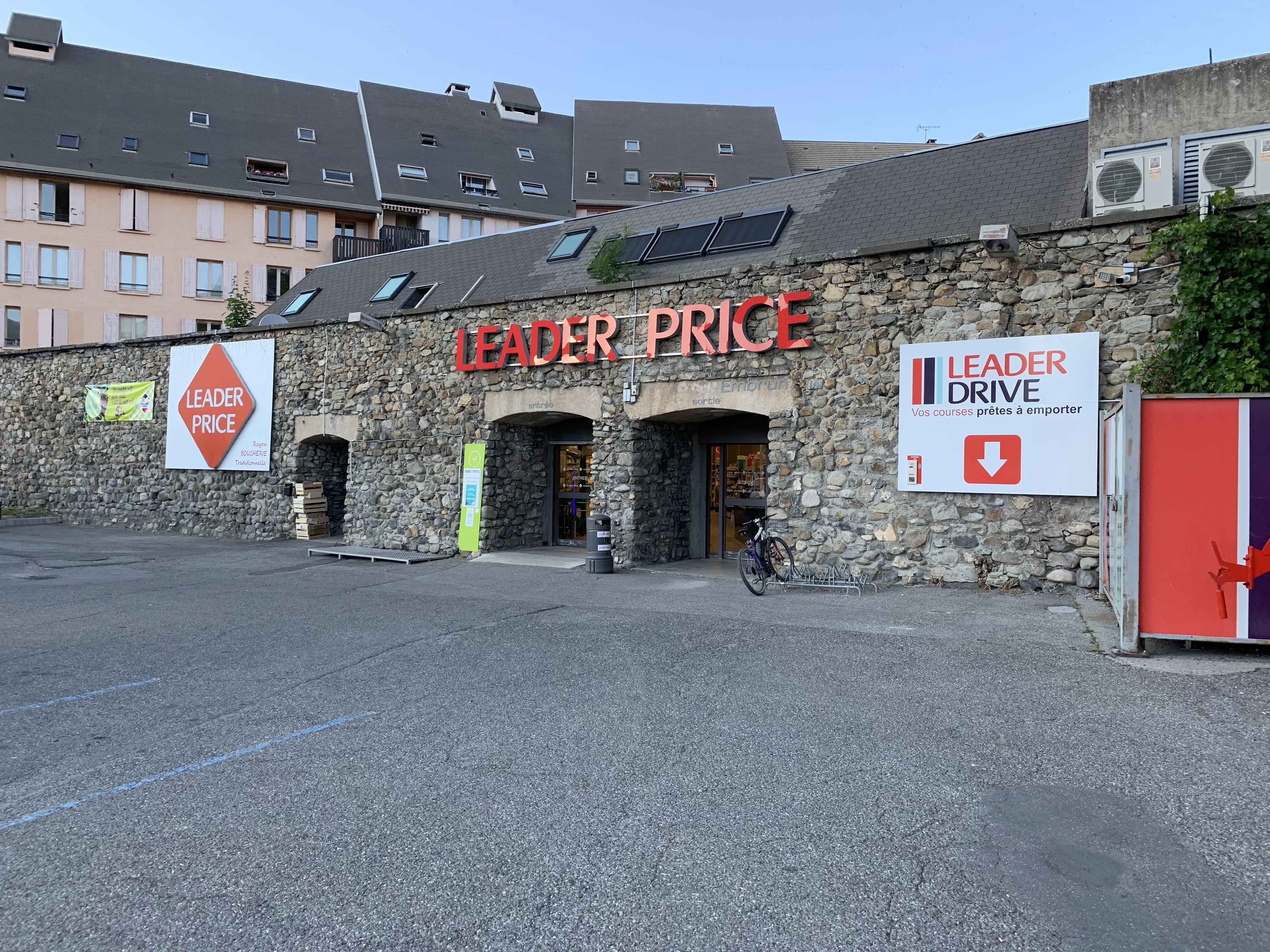
Leader Price昂布兰店

### 教育
昂布兰属于艾克斯-马赛学区。截至2023年1月1日，昂布兰境内共有1所幼儿园、2所小学、1所初级中学、1所普通高中和1所职业高中。2022至2023学年度，昂布兰境内共有在校中等教育阶段学生1,167名。

### 医疗
截至2023年1月1日，昂布兰境内共有全科医生16名、保健师36名、牙医12名、护士23名、眼科医生1名、皮肤科医生1名、助产士2名和妇科医生1名。境内共有药房3家、养老院2家、残疾人帮扶中心1家。
昂布兰中心医院（Centre Hospitalier d'Embrun）是法国的一家区域性医疗机构，其主病区医院位于昂布兰市区，该院设有床位60个。

### 住房
2021年，昂布兰境内共有各类住房5,741套，其中27.4%为独立式住宅，71.9%为集中式住宅。常住房屋占昂布兰市镇范围内居民建筑总量的58.4%。
在住房保障政策方面，2023年，昂布兰境内共有1,315户家庭获得了家庭津贴补助，受益人数占总人口数量的20.5%，其中580份为房租补助。

### 商业
2021年，昂布兰境内共有各类实体商铺253家，其中餐厅44家、大型超市1家、杂货店2家、面包房12家、肉铺5家、书店3家、装饰品店1家、银行门店3家、美容美发店14家、汽车维修店9家。昂布兰镇中心建有一家Leader Price超市，南部则有一家Super U超市。

### 体育
2023年，昂布兰境内共有2家游泳池、2间体育馆、3座综合体育场、1处网球场、3处足球或橄榄球场以及5处篮球或排球场。
截至2024年9月，昂布兰体育联盟（AS Embrunaise，编号509187）是昂布兰境内唯一的一家注册足球俱乐部，其主队2024至2025赛季参加上阿尔卑斯省足球联赛甲组（法国第九级别），其主场为叙勒罗克球场（Stade Sur le Roc）。

### 环境
昂布兰的环境事务由其所属的塞尔蓬松市镇公共社区联合各级政府协调负责。2021年，昂布兰境内共有1家污染企业。

### 治安
2021年，昂布兰市镇范围内共有1处宪兵队。
昂布兰及其附近的共49个市镇是布里扬松国家宪兵队（zone gendarmerie de Briançon）的管辖范围。2020年，该宪兵队累计记录各类案件1,416起，其中盗窃类案件631起，经济类案件233起，毒品交易类案件212起。

## 文化

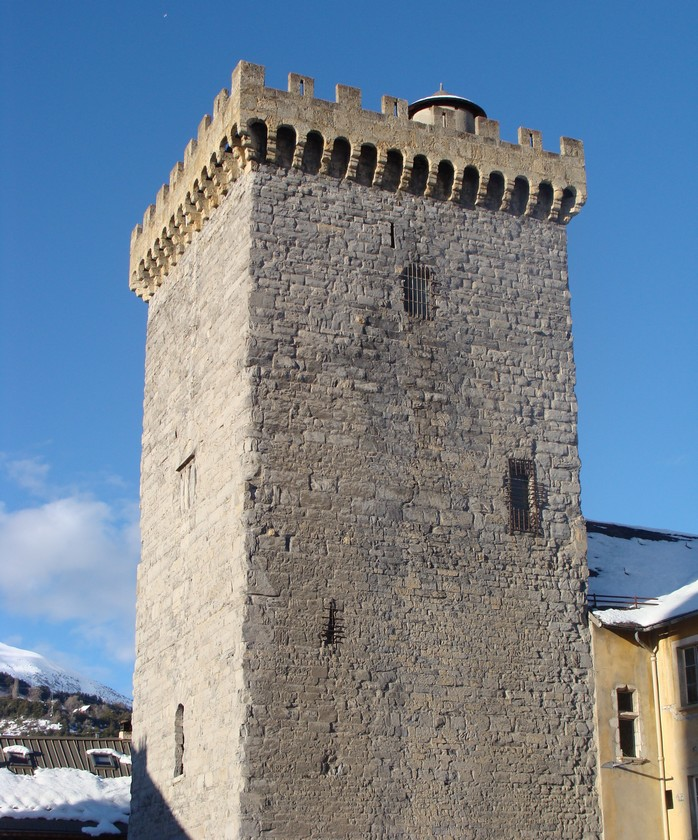
布吕讷塔

2023年，昂布兰境内共有1家电影院。昂布兰境内建有市政图书馆（Bibliothèque municipale），每周一、三、四、五、六向公众开放。

### 建筑
昂布兰境内有多处历史建筑，其中皇家圣母大教堂、科德利埃教会、总主教宫旧址（Ancien archevéché）及其附属的布吕讷塔等为法国国家文物保护单位。

### 旅游
昂布兰的旅游事务由其所属的塞尔蓬松市镇公共社区联合各级政府协调负责。2024年，昂布兰境内共有4家酒店共计114间房间；另有7个露营地，可容纳共905辆露营车。

### 媒体
法国主要的媒体均可在昂布兰接收，法国电视三台下属的普罗旺斯-阿尔卑斯-蓝色海岸大区频道在部分时段播出昂布兰所在上阿尔卑斯省的地方新闻。《普罗旺斯报》、阿尔卑斯第一广播、赞赞广播等是当地主要的地方性媒体。

## 友好城市
截至2024年9月，昂布兰共与四座城市建立了友好城市关系：
- 德国 维瑟河谷采尔
- 加拿大 昂布兰（法语：Embrun (Ontario)）
- 義大利 伊夫雷亚自由镇
- 泰國 苏梅岛[60]